# Баканора
Баканора (исп. Bacanora) — посёлок в Мексике, штат Сонора, входит в состав одноимённого муниципалитета и является его административным центром. Численность населения, по данным переписи 2020 года, составила 498 человек.

## Топонимика
Название Bacanora с языка индейцев опата можно перевести как — склон, заросший тростником.

## История
Поселение было основано в 1627 году миссионерами-иезуитами во главе с Педро Мендесом для евангелизации местного населения.